# B. M. Sreenivasaiah College of Engineering
B. M. Sreenivasaiah College of Engineering (BMSCE) är en teknisk högskola i Karnataka, Bangalore, Indien etablerad 1945.